# Ivaylo Andonov
 (août 2007).
Si vous disposez d'ouvrages ou d'articles de référence ou si vous connaissez des sites web de qualité traitant du thème abordé ici, merci de compléter l'article en donnant les références utiles à sa vérifiabilité et en les liant à la section « Notes et références ».
Ivaylo Viktorov Andonov est un footballeur bulgare né le 14 août 1967 à Blagoevgrad.

## Carrière
- 1987-1991 : Pirin Blagoevgrad  Bulgarie
- 1991-1994 : FK CSKA Sofia  Bulgarie
- 1994-1995 : Albacete Balompié  Espagne
- 1995-1996 : Arminia Bielefeld  Allemagne
- 1996-1997 : FK CSKA Sofia  Bulgarie
- 1997-1999 : Lokomotiv Sofia  Bulgarie
- 1999-2000 : 1.FC Union Berlin  Allemagne